# Langerhanska celler
Langerhanska celler är en form av monocytderivat som fungerar som den mänskliga överhudens egna makrofager. Deras viktigaste roll är som antigenpresenterande celler i immunförsvaret. De kan räknas som dendritiska celler lokaliserade till huden. De finns i hudens taggcellsskikt (stratum spinosum).
De är uppkallade efter den tyske patologen och anatomen Paul Langerhans (1847-1888).